# 佐久島

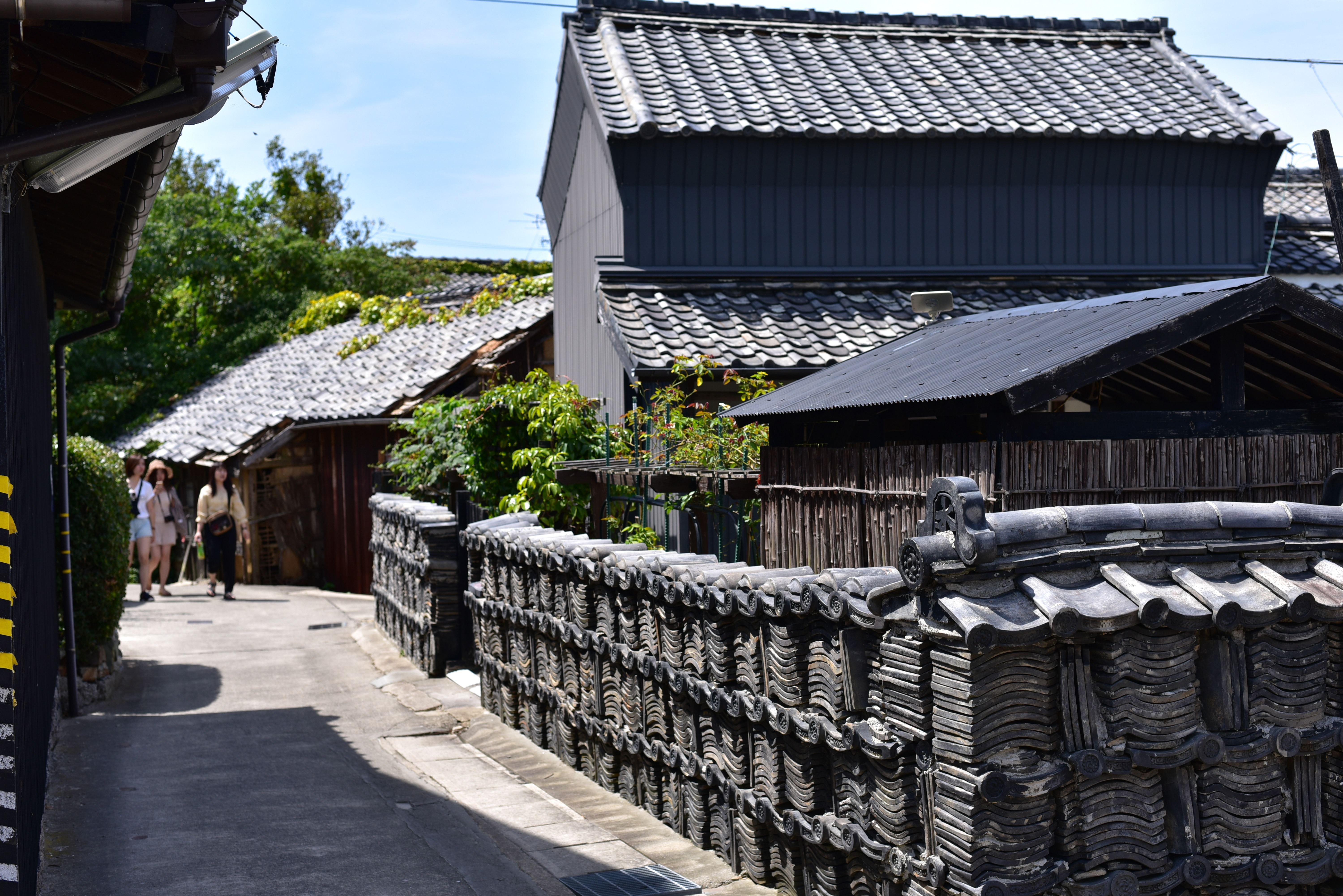
佐久島の街並み

佐久島（さくしま）は、三河湾に浮かぶ離島。行政上は愛知県西尾市に属し、全域が三河湾国定公園に含まれる。2013年（平成25年）4月1日時点の人口は262人である。古くは作島、析島とも、佐古島、左近之島とも記した。日間賀島、篠島と合わせて「三河湾三島」または「愛知三島」などと呼ばれる。

## 地理

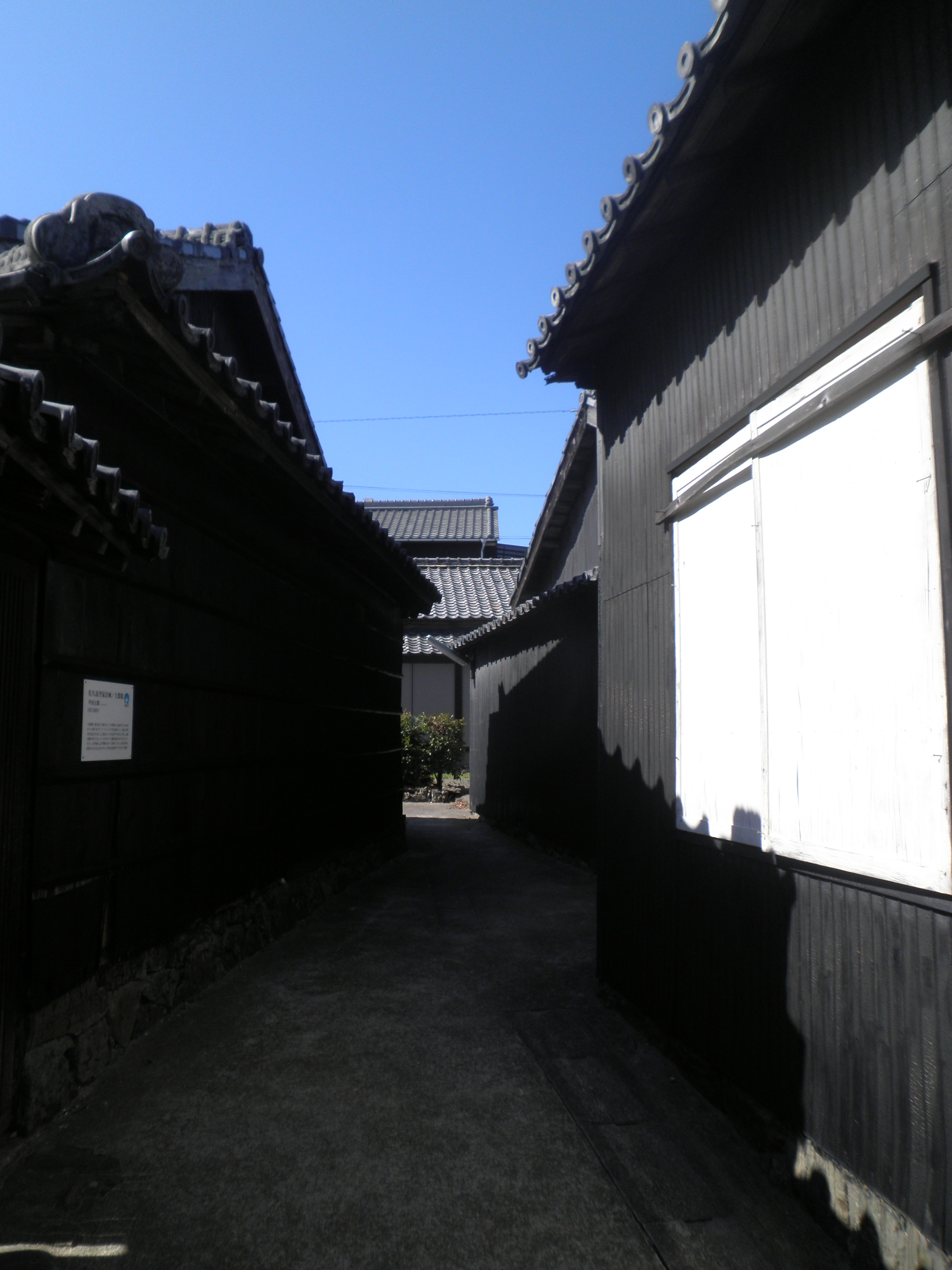
外壁にコールタールが塗られた大葉邸

### 位置
西尾市一色地区から南に約8kmの距離にあり、三河湾のほぼ中央に位置する。面積は1.81km2であり、三河湾の離島中最大である。西三河南西部（西尾市一色地区）、知多半島（知多郡南知多町）、渥美半島（田原市）との距離がそれぞれ10km以内であり、地理的な距離の近さに加えて本土との生活交流が活発であるため、国土交通省による離島分類では内海本土近接型離島にあたる。

### 島内の地理
島の北部には標高30m台の緩やかな丘陵が連なり、ヤブツバキやサザンカなどが植えられている。海岸線延長は11.5 km、最高標高は38mであり、島内に河川はない。付属島として弁財天の奉られている「筒島」、および海釣りセンターのある「大島」があり、それぞれ堤防通路で佐久島本島と連繋している。耕地と集落は南部の海岸沿いに密集しており、島の東と西に集落がある。かつては東集落を里、西集落を一色と呼んだが、一色町への編入後に現在の「東」「西」という呼称になった。東集落には筒井姓が、西集落には高橋・藤井姓が多く、太平洋戦争前までは集落間の通婚は皆無に等しかったとされる。東西の集落とも細い路地が多く、2001年（平成13年）時点で西集落の道路の7割が幅員4m以下、うち3割が幅員2m以下だった。冬期に北西から吹く強風を防ぐために集落内は三叉路が多く、見通しの良い十字路は少ない。
町並みは東西二つの港を中心に扇状に広がり、大正時代から昭和時代にかけて建てられた民家が多い。西港周辺には潮風から家を守るためにコールタールを外壁に塗った民家が多く、名古屋市立大学芸術工学部教授の瀬口哲夫はその町並みをギリシャ・ミコノス島の白壁の家々、イタリア・シエーナの赤レンガの家々と対比させて「三河湾の黒真珠」と称した。
西尾市役所支所、佐久島郵便局（無集配・特定局）、JA西三河支店、西尾市佐久島診療所、西尾警察署佐久島駐在所などの施設がある。知多郡南知多町より水道供給されており、愛知用水からの海底送水管が知多半島の師崎から日間賀島経由で届いている。水道の使用開始・中止の届け出、料金支払いは南知多町水道課に行う。

### 人口
明治時代から太平洋戦争前までの人口は1,200-1,500人程度で推移し、1947年には過去最大の1,634人に達したが、その後は急速に減少。1975年（昭和50年）から1980年（昭和55年）には日間賀島や篠島の人口が横ばいだったのに対して、佐久島は年平均3.2%の人口減少が見られた。
2005年（平成17年）の人口は315人、2010年（平成22年）は271人、2013年（平成25年）は262人と、人口減少には歯止めがかかっていない。1980年国勢調査での高齢者比率は23.4%だったが、1990年調査では35.5%、2000年調査では48.5%、2010年調査では49.8%と急激に上昇した。産業別の就業者比率は、第一次産業が49.0%、第二次産業が5.5%、第三次産業が45.5%である。人口密度は約170人であり、日間賀島や篠島の1/10程度である。
世帯数 / 人口
| 1888年（明治21年） |  | 275世帯1,454人 | 角川日本地名大事典 |
| 1908年（明治41年） |  | 245世帯1,454人 | 愛知県             |
| 1930年（昭和5年）  |  | 280世帯1,204人 | 国勢調査           |
| 1950年（昭和25年） |  | 335世帯1,551人 | 国勢調査           |
| 1970年（昭和45年） |  | 258世帯787人   | 国勢調査           |
| 1990年（平成2年）  |  | 194世帯493人   | 国勢調査           |
| 2010年（平成22年） |  | 134世帯271人   | 国勢調査           |

### 気候
佐久島の気候は温暖であり、年平均気温は16度前後である。結氷や降霜は少なく、降雪はほとんどみられないが、冬季には強い季節風が吹く。1970年代の年平均降水量は1,310mmであり、愛知県の平均よりもやや少ない。その距離の近さにもかかわらず本土とは異なる植生を持ち、2000本のヤブツバキがトンネルのように続く丘陵のハイキングコース、3-4月に浜辺に咲いて春を告げるハマダイコンなどが特徴である。
| 佐久島の気候                   | 佐久島の気候 | 佐久島の気候 | 佐久島の気候 | 佐久島の気候 | 佐久島の気候 | 佐久島の気候 | 佐久島の気候 | 佐久島の気候 | 佐久島の気候 | 佐久島の気候 | 佐久島の気候 | 佐久島の気候 | 佐久島の気候  |
| 月                             | 1月          | 2月          | 3月          | 4月          | 5月          | 6月          | 7月          | 8月          | 9月          | 10月         | 11月         | 12月         | 年            |
| ------------------------------ | ------------ | ------------ | ------------ | ------------ | ------------ | ------------ | ------------ | ------------ | ------------ | ------------ | ------------ | ------------ | ------------- |
| 平均最高気温 °C （°F）         | 10.1 (50.2)  | 10.4 (50.7)  | 12.8 (55)    | 17.8 (64)    | 21.0 (69.8)  | 24.6 (76.3)  | 27.9 (82.2)  | 29.4 (84.9)  | 26.8 (80.2)  | 22.4 (72.3)  | 17.5 (63.5)  | 12.4 (54.3)  | 19.5 (67.1)   |
| 日平均気温 °C （°F）           | 7.0 (44.6)   | 7.2 (45)     | 9.6 (49.3)   | 14.7 (58.5)  | 18.7 (65.7)  | 22.6 (72.7)  | 26.0 (78.8)  | 27.4 (81.3)  | 24.4 (75.9)  | 19.6 (67.3)  | 14.4 (57.9)  | 9.1 (48.4)   | 16.8 (62.2)   |
| 平均最低気温 °C （°F）         | 4.3 (39.7)   | 4.4 (39.9)   | 6.6 (43.9)   | 12.3 (54.1)  | 16.6 (61.9)  | 21.1 (70)    | 24.7 (76.5)  | 25.9 (78.6)  | 22.4 (72.3)  | 17.1 (62.8)  | 11.5 (52.7)  | 6.3 (43.3)   | 14.5 (58.1)   |
| 降水量 mm （inch）             | 52 (2.05)    | 65 (2.56)    | 84 (3.31)    | 121 (4.76)   | 145 (5.71)   | 135 (5.31)   | 136 (5.35)   | 100 (3.94)   | 197 (7.76)   | 151 (5.94)   | 67 (2.64)    | 42 (1.65)    | 1,310 (51.57) |
| 出典：名古屋大学空電研究所資料 |              |              |              |              |              |              |              |              |              |              |              |              |               |

## 歴史

### 古代から中世

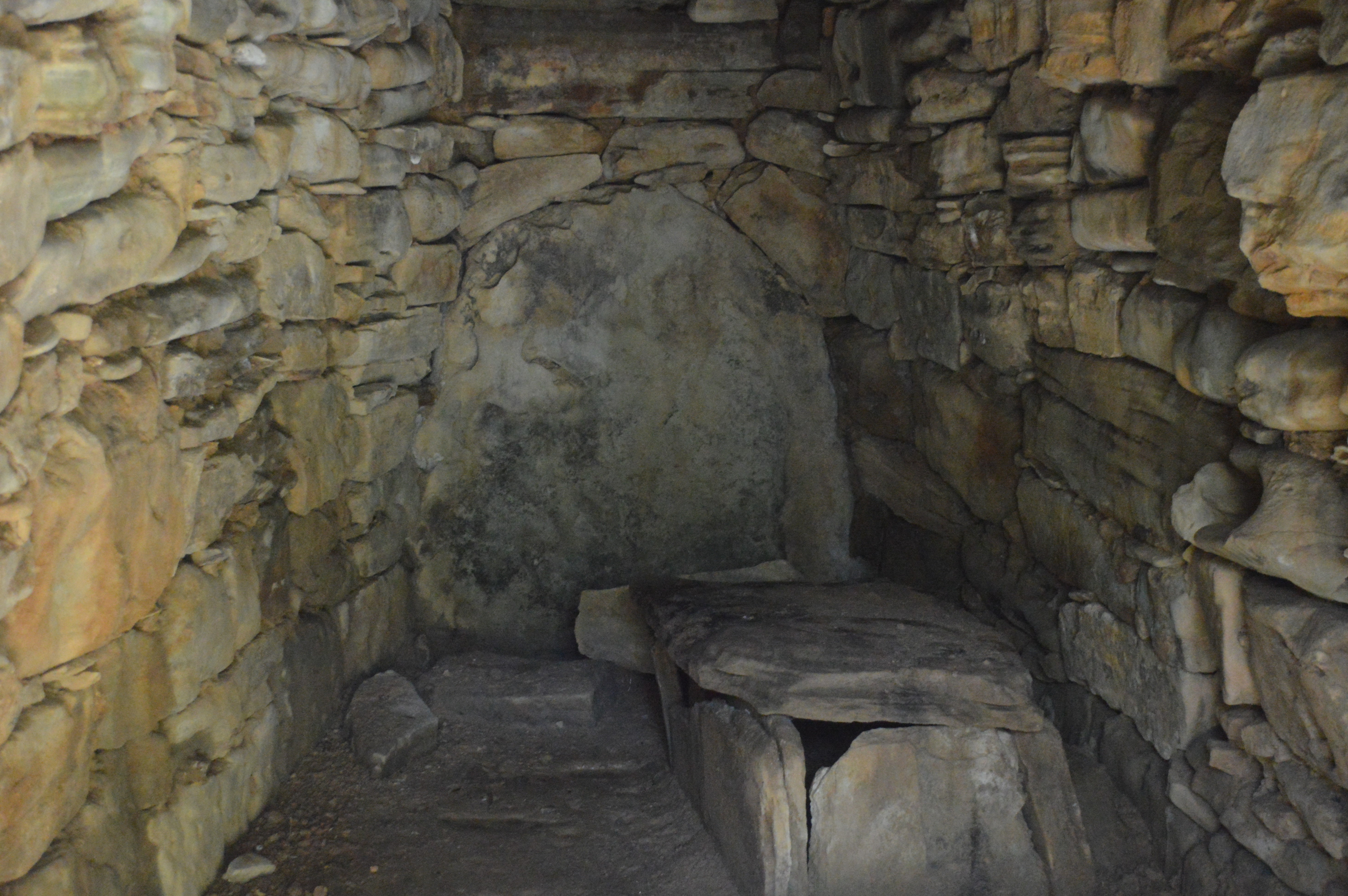
山の神塚古墳

中新世に海中で堆積した島とされ、2500万年前と推定される貝の化石が島の各所で発見されている。佐久島には紀元前3000年頃から人が住み始め、縄文・弥生式の土器片などが多く出土している。『佐久島旧記』によれば、崇神天皇（紀元前97年-紀元前30年、第10代天皇）の時代に、斎宮（いつきのみや・さいぐう）の郷にいた佐久彦命が移住して農業を始めたことが島名の由来とされている。
古墳時代後期の横穴式円墳は島内に38基が散在しており、古墳全体では47基を数える。島の両端と中央部の3ヶ所に多いこれらの古墳を総称して佐久島古墳群と呼び、知多半島から三河湾三島にかけての地域で最大規模である。1966年（昭和41年）に発掘が行なわれた山の神塚古墳の石室からは金環や緑玉などが出土した。 藤原京時代（694年-710年）には文献に初めて佐久島の名前が登場。藤原宮跡から出土した木簡（貢進物付札）には「佐久嶋」の、また奈良時代の平城京跡から出土した木簡には「析嶋」の文字が見られ、島周辺の海産物を都に届けた記録も残っている。

### 中世から近世

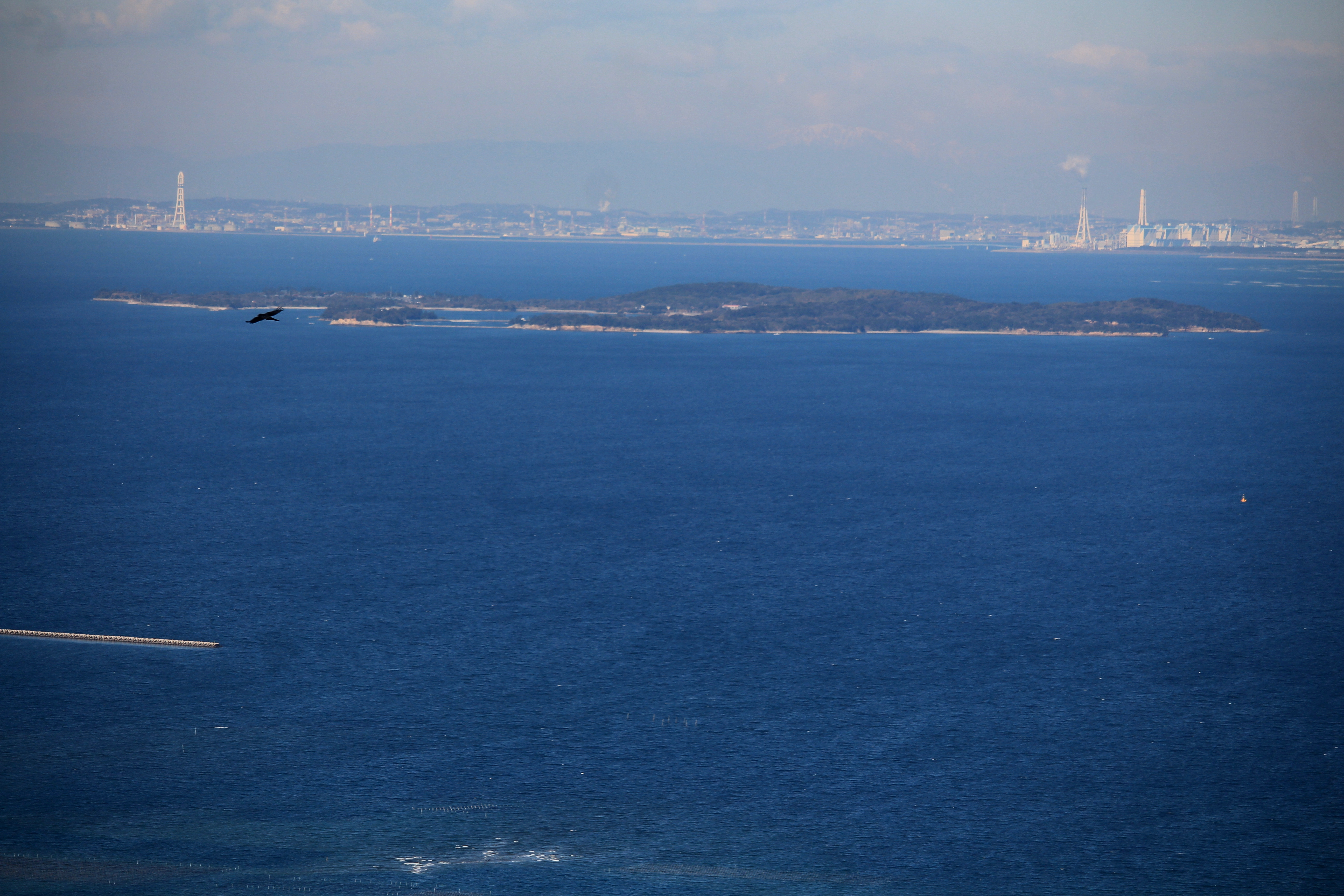
渥美半島の雨乞山から望む三河湾と佐久島

中世には志摩国（現在の三重県中部）の属島であったとされるが、鎌倉時代には吉良氏の勢力下に入り、三河湾内の他の2島（日間賀島と篠島）とは異なり三河国方面との結びつきが深まった。江戸時代初期は相模国甘縄藩領だったが、元禄16年（1703年）には上総国大多喜藩領となった。コノワタは大多喜藩の幕府献上品であり、現在も佐久島の特産品である。
伊勢・志摩と関東を結ぶ海上交通の要衝にあることから、江戸時代には各地を結ぶ海運で繁栄を築き、吉田（現在の豊橋市）と伊勢神宮の結節点としても栄えた。吉田・伊勢間は陸路では約4日かかるが、海路では最短半日で着くことができ、金銭的余裕のない参拝者、遠江国や三河国など近隣諸国からの参拝者に多く利用されたという。江戸時代には海運業が経済の中心であり、海運業以外では東集落は主に漁業を、西集落は主に農業を経済基盤とした。大型船のほかに小型船の根拠地でもあり、知多半島で生産された陶器類を熊野灘まで運んだり、熊野の材木を名古屋や津に運んだりしていた。
世界で最も長期間に渡って漂流した人物として知られる船頭小栗重吉は佐久島の出身である。文化10年（1813年）、重吉らを乗せた督乗丸は江戸から尾張藩への帰還途中に暴風雨に巻き込まれ、アルタ・カリフォルニア（当時スペイン帝国領、現アメリカ）付近でイギリス船によって救出されるまで484日間にわたって漂流した。
『寛永高附』による村高は90石余、『元禄郷帳』では99石余、『天保郷帳』と『旧高旧領』では534石余であり、1868年（明治元年）の石高は535石だった。民俗学者の宮本常一によれば、江戸時代の佐久島は他地域に比べて生活水準が高く、幕末時点でも瓦屋根を持つ民家がほとんどだったという。

### 近代から現代

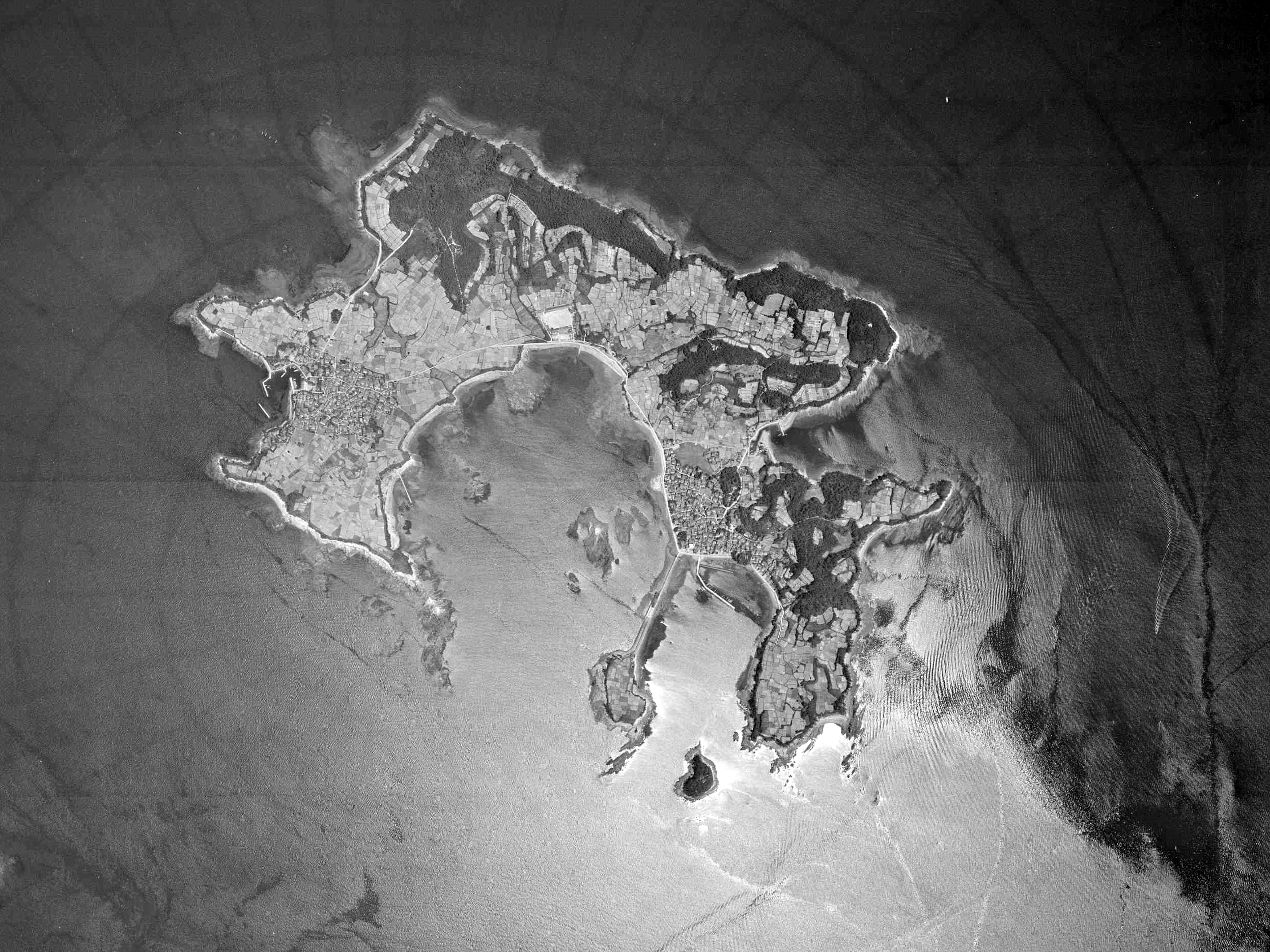
一色町に編入間もない佐久島の空中写真（1964年）

明治時代には西集落の松本家が名古屋や豊橋、平坂（現・西尾市）と東京を結ぶ海運に携わった。都市で荷船の会社を経営する佐久島出身者も現れ、豊かさゆえに離島する者が多かった。宮本常一によれば、明治30年代には横浜で艀（はしけ、小型船）乗りになる佐久島出身者が多く、彼らの多くは陸上輸送業に転じたという。1889年（明治22年）10月1日、町村制の施行により一島で幡豆郡佐久島村となった。
1952年（昭和27年）には佐久島村が運営する吉田航路（吉良町）の運航が開始されたが、1954年（昭和29年）8月1日に本土の幡豆郡一色町に編入されると、所属する一色町との間にも航路が設けられた。旧来から一色町よりも吉良町との交流が深かったが、一色町が飲料水供給の好条件を提示したことで一色町に編入されたという。
1931年（昭和6年）頃に50人規模の赤痢患者を出したことから、佐久島の住民の間では安全な飲料水を求める要望が強かった。1958年（昭和33年）頃には再び100人規模の赤痢患者を出し、この事件が契機となって上水道整備が進んだ。それまでは一色港から水槽船が運航されていたが、1973年（昭和48年）、日間賀島や篠島と同様に愛知用水を水源とする海底水道が敷設され、水道の導入は真水を必要とするノリ養殖を盛んにした。
1953年（昭和28年）の離島振興法制定時には実施地域に指定されなかったが、1958年（昭和32年）の第7次指定において日間賀島と篠島も含めた「愛知三島」が離島振興対策実施地域に指定された。戦後には名古屋や京浜地区への出稼ぎ離村が進み、1946年（昭和21年）時点では本籍人口が2,000人を超しながら、居住人口は約1,500人だった。東京、横浜、名古屋、神戸などの大都市には佐久島出身者で構成される佐久島会があり、宮本常一が調査を行なった昭和50年代半ばには、東京の佐久島会だけで会員が15,000人もいたという。

### 高度成長期以後
高度成長期には近隣の日間賀島や篠島で大規模な観光開発が行なわれたが、佐久島は大手資本の開発を拒否。バブル期に持ち上がったヨットハーバーの建設計画やゴルフ場リゾート開発計画も実現していない。1972年（昭和47年）には無医状態となったが、1978年（昭和53年）には町営診療所が完成し、与論島（鹿児島県）から着任した医師が離島医療にあたった。1980年（昭和55年）には医師の定年退職により再び無医状態となったが、1981年（昭和56年）以降は自治医科大学卒の医師が3年交代で常駐している。
1989年（平成元年）に竣工した海上自衛隊のはつしま型掃海艇に「さくしま」（MSC-671）の名前が付けられた。同艦は2004年（平成16年）11月29日に佐久島に寄港しており、2013年（平成25年）に除籍となった。
1993年（平成5年）には高知県から約38,000m2の砂を運んで砂浜を造成し、1994年（平成6年）にはウミガメが来訪した。2009年（平成21年）にはにほんの里100選に選出された。
2011年（平成23年）4月1日、一色町が西尾市と合併し、「幡豆郡一色町大字佐久島○○」という住所表記が「西尾市一色町佐久島○○」となった。2011年（平成23年）9月から12月にかけて、愛知県は「あいちの離島80日間チャレンジ」という離島観光振興キャンペーンを行なった。佐久島には27歳の女性イラストレーターが80日間滞在し、インターネット上で島にまつわる漫画を公開するなどの活動を行なった。
2012年（平成24年）4月には耕作放棄地を利用した宿泊滞在型農業体験施設「佐久島クラインガルテン」が開園。日本で初めて離島に開園したクラインガルテンであり、ロフトと農園が併設された10区画には10倍の応募があった。上述のイラストレーターは三河湾三島のゆるキャラのデザインを担当し、同年10月には特産の大アサリ（ウチムラサキ）をモチーフにした「あさりん」がお披露目された。

### 行政区画の変遷
三河湾の有人島3島の行政区画の変遷
| 郡     | 明治22年以前 | 明治22年-昭和28年 | 昭和29年-昭和35年   | 昭和36年-平成22年     | 平成23年-現在         |
| 知多郡 | 日間賀島村   | 日間賀島村        | 日間賀島村          | 昭和36年合併 南知多町 | 昭和36年合併 南知多町 |
| 知多郡 | 篠島村       | 篠島村            | 篠島村              | 昭和36年合併 南知多町 | 昭和36年合併 南知多町 |
| 幡豆郡 | 佐久島村     | 佐久島村          | 昭和29年合併 一色町 | 昭和29年合併 一色町   | 平成23年合併 西尾市   |

## 交通
島内の道路は全て市町村道（西尾市道）であり、道路舗装率は62.8%と、愛知県平均(87.1%)を大きく下回っている。島内の交通は原動機付自転車や軽自動車が中心であり、交通信号機は一つもない。

### 海上交通

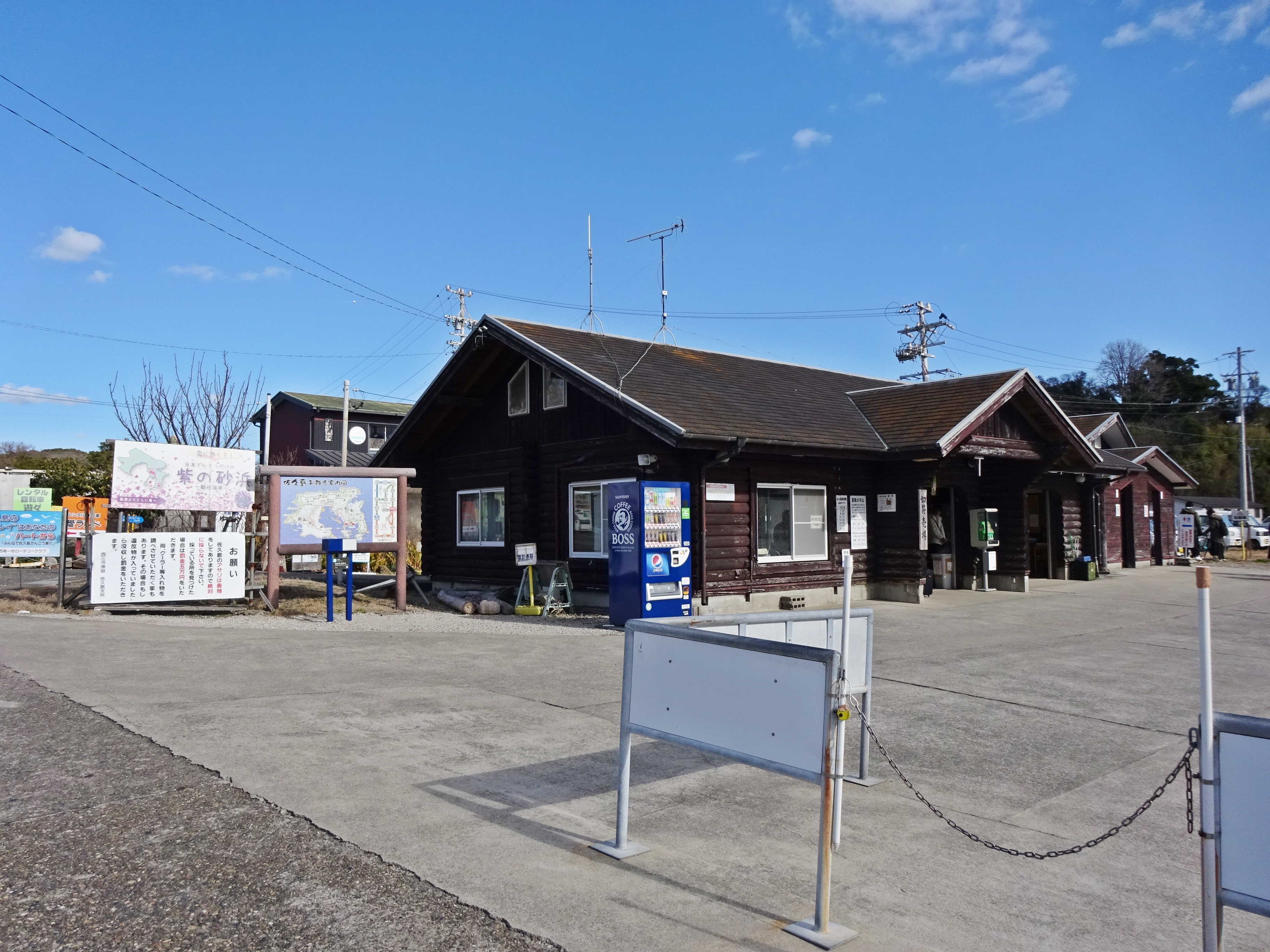
佐久島東港の待合所

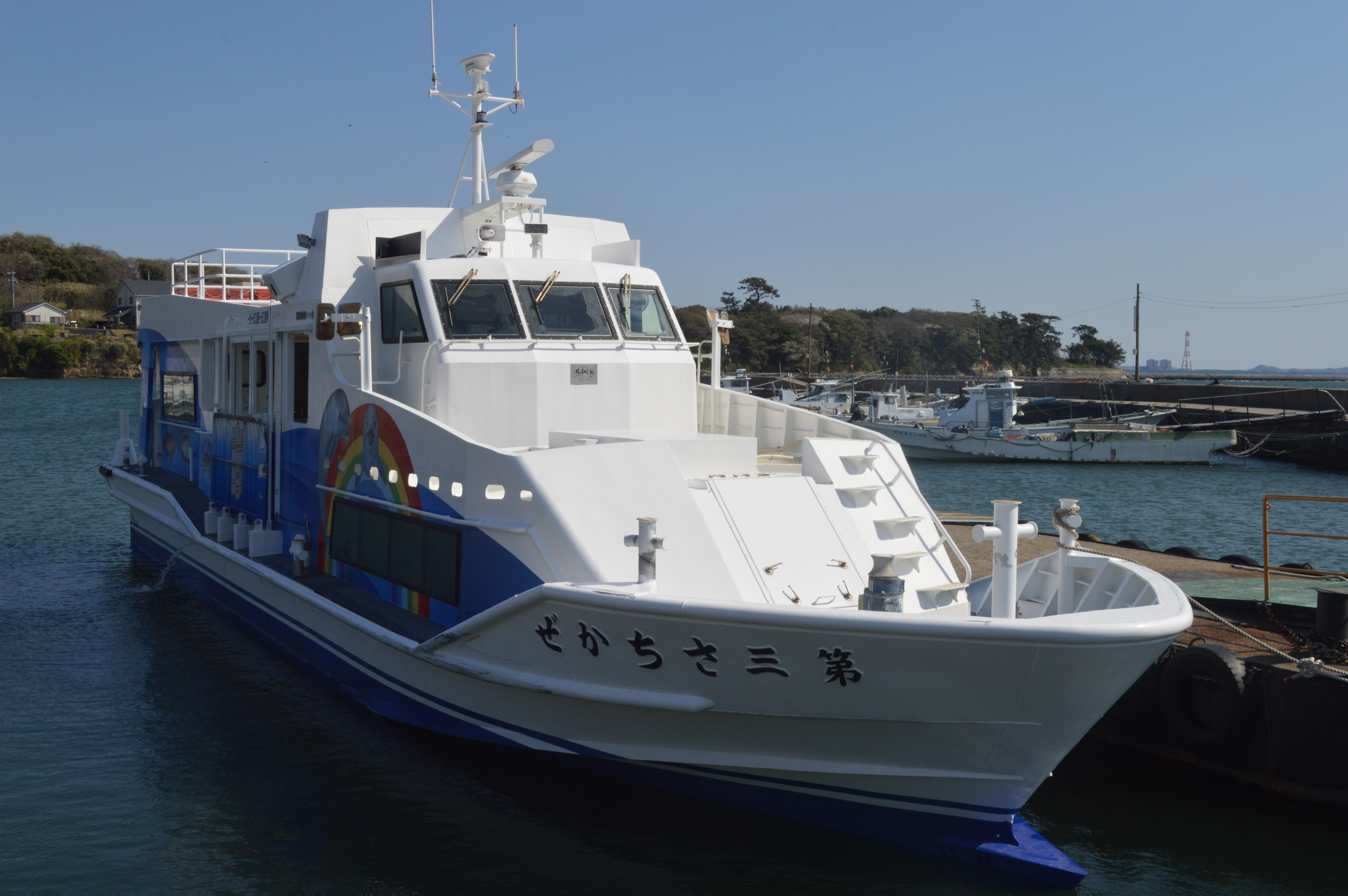
西尾市営渡船「第三さちかぜ」

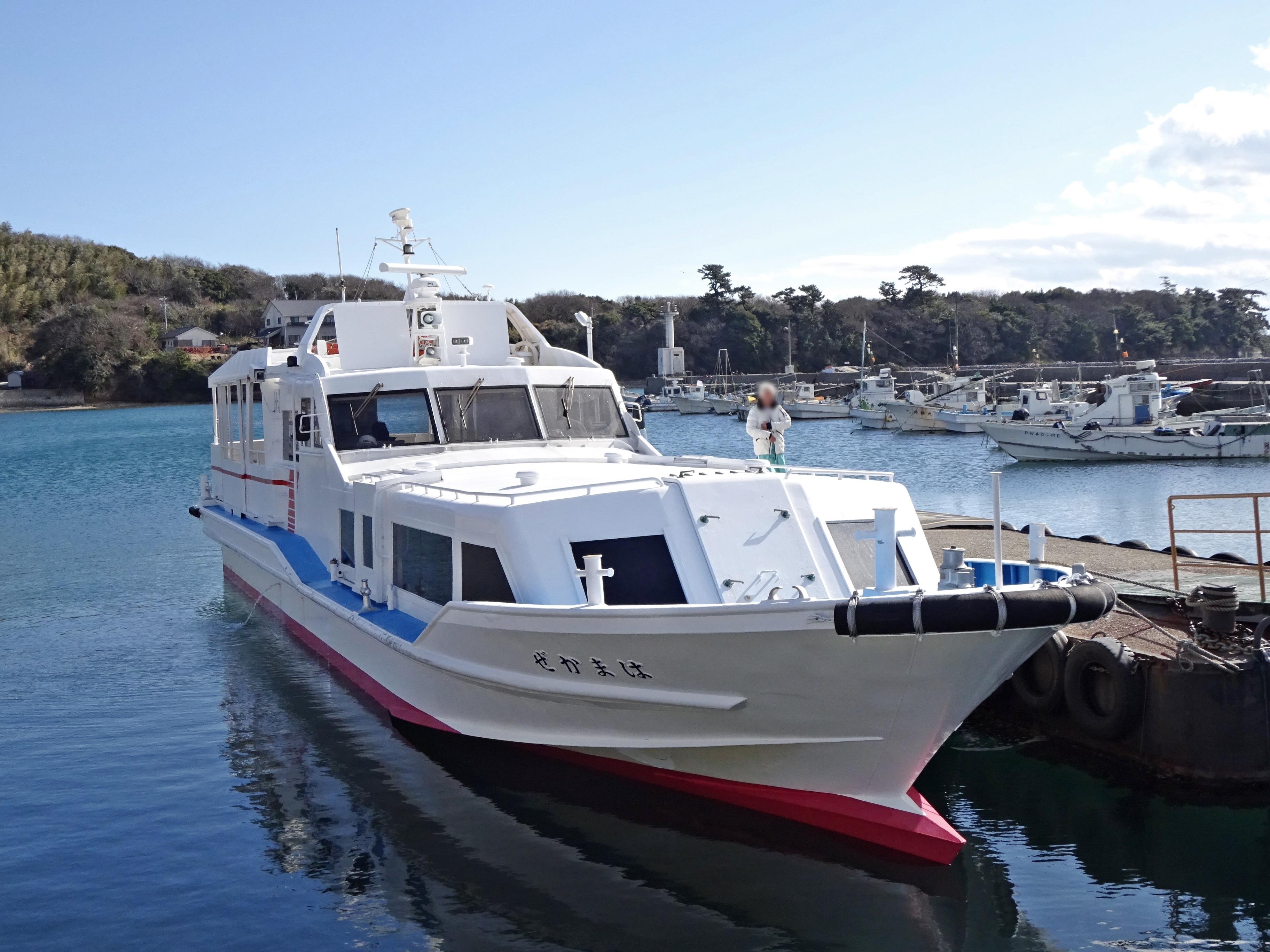
西尾市営渡船「はまかぜ」

- 西尾市営渡船（■高速船）

一色 － 佐久島（通常期1日7往復、ピーク期1日8往復）
西尾市が本土と佐久島の間に西尾市営渡船を運営しており、2001年（平成13年）就航の「はまかぜ」、2013年（平成25年）就航の「第三さちかぜ」の高速船2隻が使用されている。一色さかな広場東側にある「佐久島行船のりば」を起点とし、佐久島西港、佐久島東港の順に停まる。一色から東港までの所要時間は約25分であり、渡船料金は大人830円（片道）である。佐久島行船のりばからは名鉄東部交通バスが名鉄西尾線西尾駅まで、ふれんどバスが名鉄西尾線・蒲郡線吉良吉田駅まで路線バスを運行している（ふれんどバスの大宝橋停留所から港まで2km程度）。
同じ三河湾にある日間賀島や篠島との間には定期航路が存在しないが、民間の海上タクシーなどで往来できる。日間賀島や篠島とは異なりカーフェリーは就航していないため、一色港から乗用車とともに佐久島へ渡ることはできない。観光客など来島者は自転車を借りることができる。日間賀島、篠島とは異なりトラックが佐久島に上陸できないため、宅配便などの小型の荷物は旅客船に積み込まれ、本土とを行き来する。
1952年（昭和27年）には佐久島と吉田町（現・西尾市）とを結ぶ吉田航路が開設され、佐久島が1954年（昭和29年）に一色町に編入合併後も運航を続けられていた。一色町との合併を機に、佐久島と一色町本土の「一色渡船場」とを結ぶ一色航路が開設され、1984年（昭和59年）には一色航路に高速船が就航したが、吉田港が浅いために吉田航路は欠航が多く、また利用者数が低迷したことから、1983年（昭和58年）9月30日をもって吉田航路は休止され、1年後の1984年10月1日に廃止された。かつて一色渡船場は鉄道駅から徒歩圏であり、名鉄三河線が2004年（平成16年）に一部廃止されるまでは三河一色駅が最寄駅だった。
一色渡船場は干潮の際には発着場が異なり（500m南側の「一色臨時渡船場」）、駐車場がなく堤防道路に路上駐車しないといけないなどの不便があったため、2010年（平成22年）4月、乗船所が一色町市街地に近い一色渡船場から南1.5 kmの「佐久島行船のりば」に移転した。

## 経済

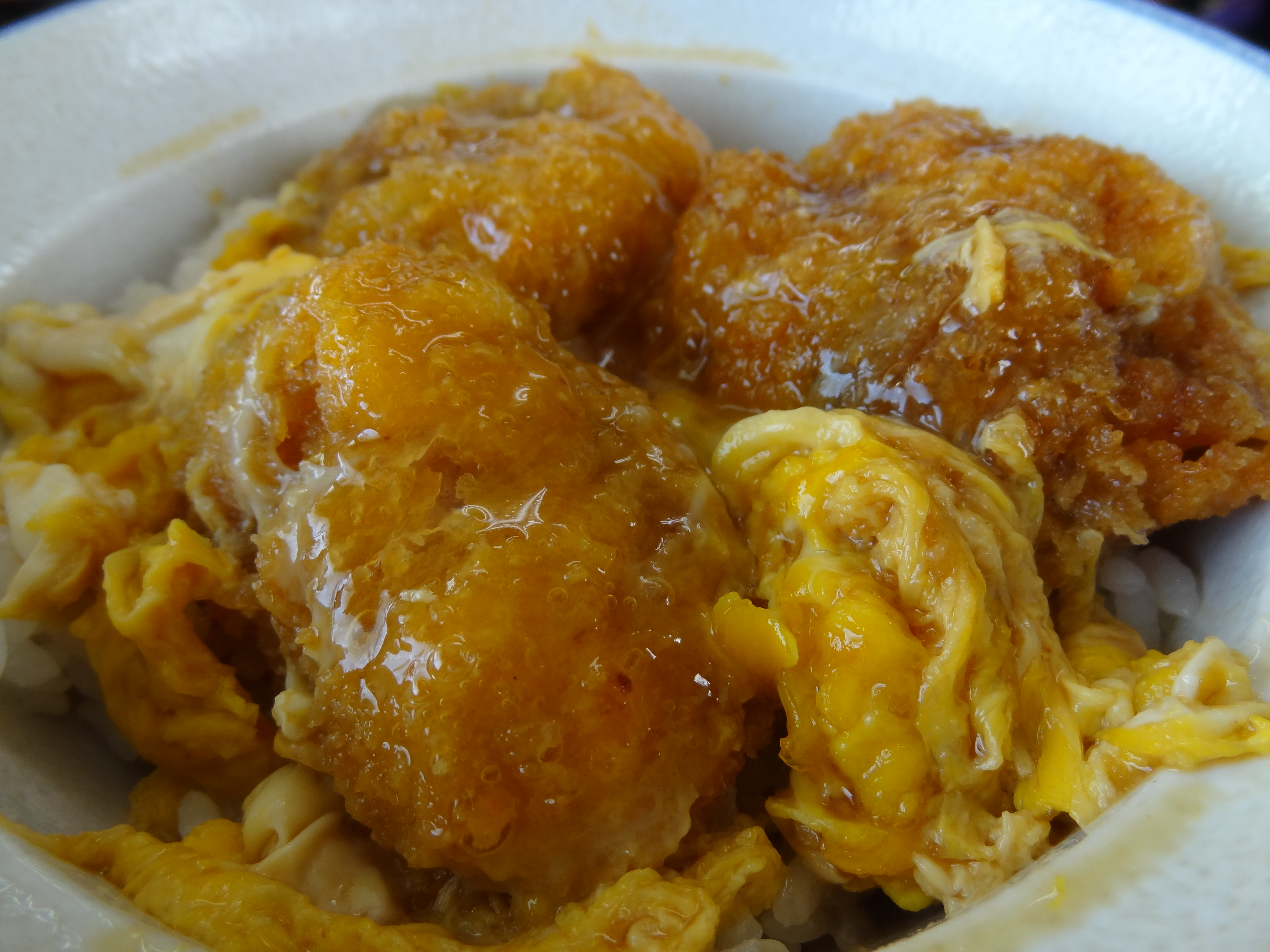
大あさり丼

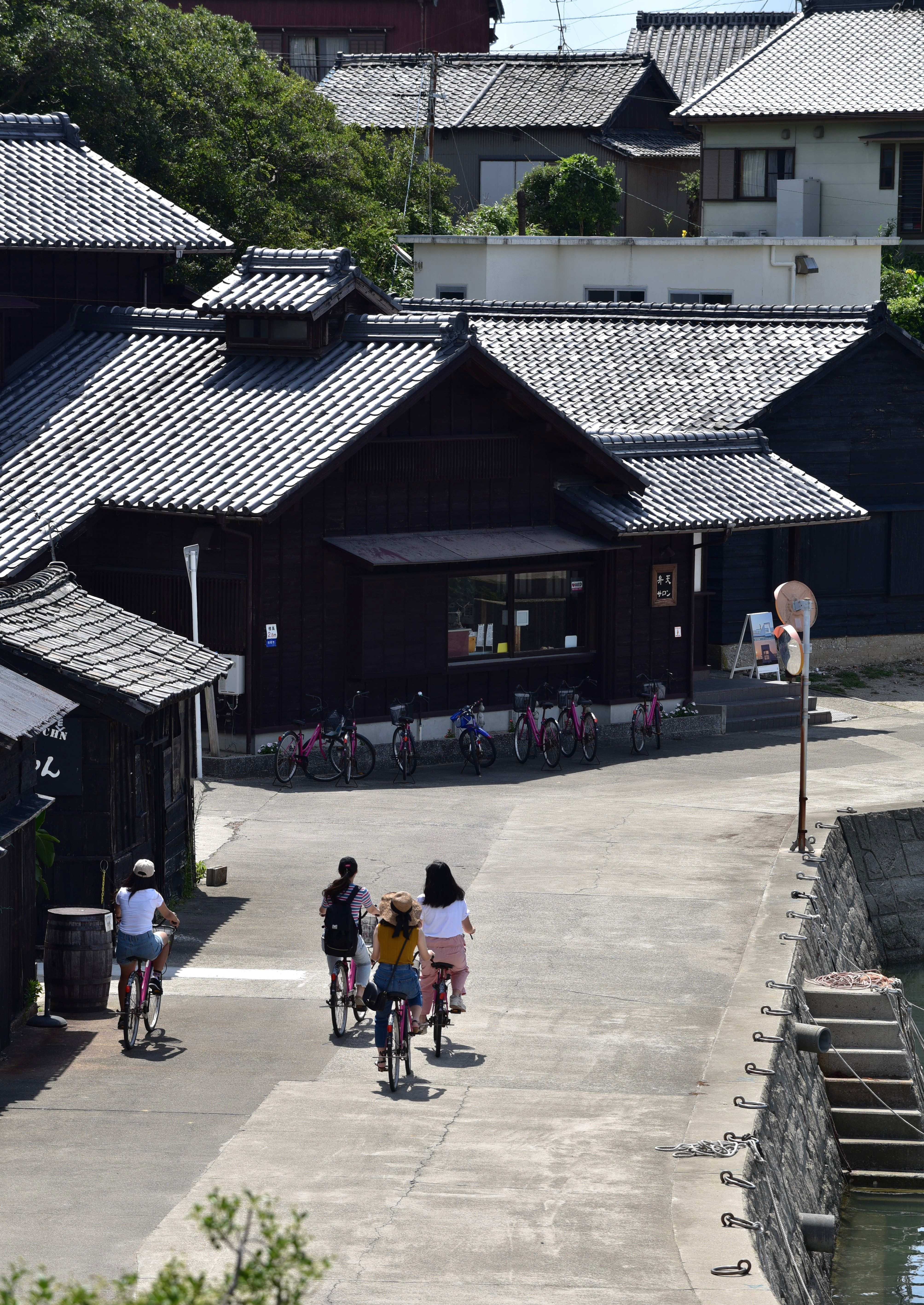
佐久島を自転車で巡る観光客

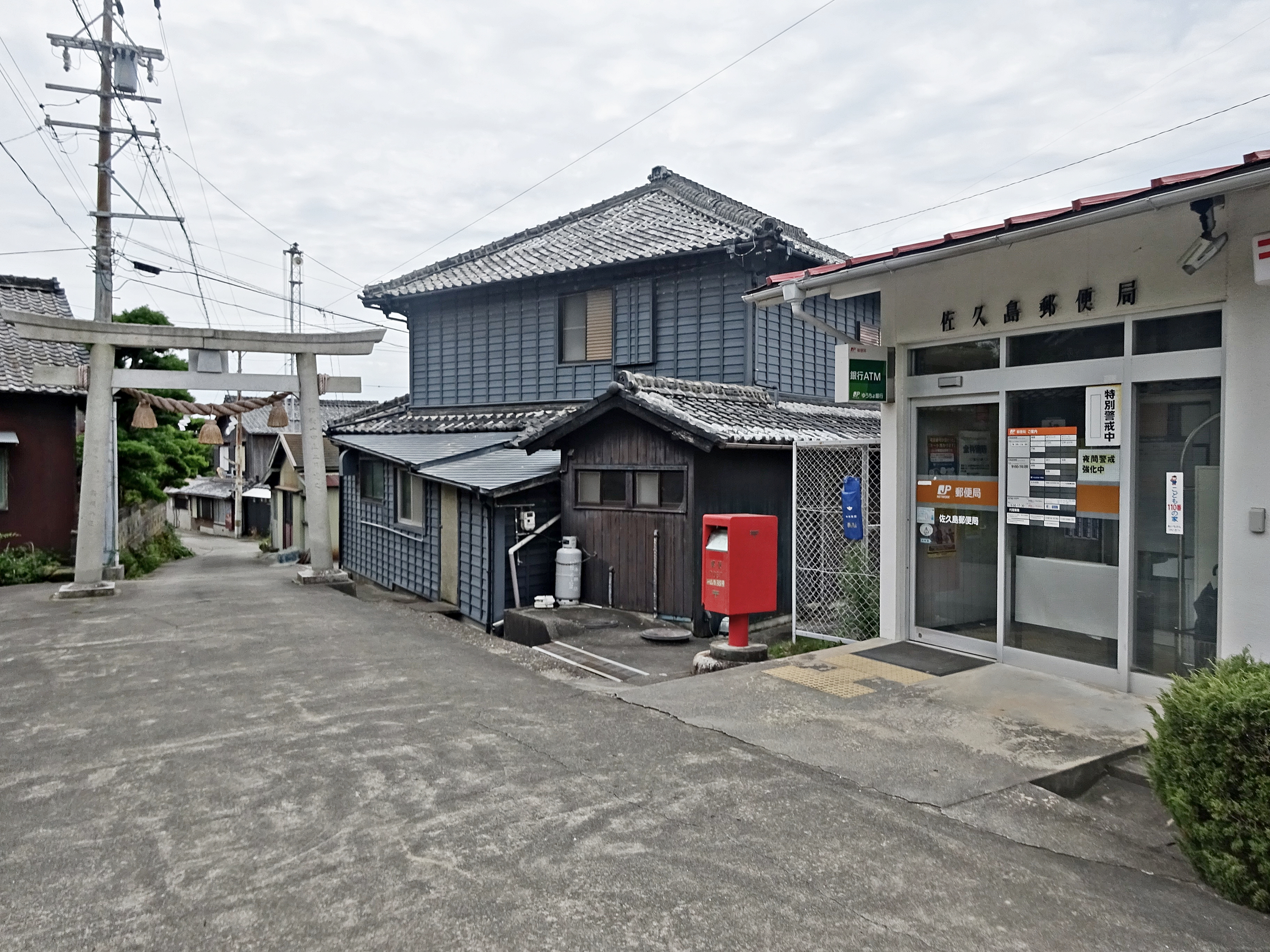
佐久島郵便局

### 漁業
江戸時代から戦前には海運業を主産業としたが、現在の主産業は漁業と観光業である。三河湾は平均水深約9.2mの浅い海であり、また海底が泥土であるため、底引網による漁業が盛んである。オオアサリ（ウチムラサキ）が特産品であり、2月から5・6月には浜辺などでアサリ漁が行なわれる。1995年（平成7年）の魚種別漁獲量割合は、海藻類が67.1%、クルマエビが13.0%、ナマコが4.2%、アナゴが3.6%、タイが2.6%などだった。

### 農業
島内に水田が72町歩（約71ヘクタール）あった時代もあるが、1965年（昭和40年）頃には水田8町歩（約8ヘクタール）・畑40町歩（約40ヘクタール）が耕作され、1975年（昭和50年）頃には水田6ヘクタール・畑58.4ヘクタールが耕作されていた。昭和30年代には温州ミカンを島外に出荷していたが、ミカン栽培が定着することはなかった。現在でも小規模な畑があるが、その多くは島内で消費される自給用の野菜畑である。農業の衰退は昭和50年代に顕著であり、2010年時点での農業就業者は2人のみである。

### 観光業
1958年（昭和33年）4月には一帯が三河湾国定公園に指定され、1991年（平成3年）には三河湾地域リゾート整備構想の重点整備地区に指定されている。1980年（昭和55年）に約60,000人だった観光客数は、1990年（平成2年）には約54,300人、2000年（平成12年）には約41,800人となり、2004年（平成16年）には約36,000人まで減少したが、現代アートを軸にした地域活性化の取り組みが功を奏し、2007年（平成19年）には約41,000人、2010年（平成22年）には約69,000人、2012年度には約75,000人と、2000年代半ば以降は右肩上がりの成長を続けている。この一方で宿泊施設は昭和末期から一貫して減少しており、1985年（昭和60年）には24軒の宿泊施設（2軒の旅館と22軒の民宿）があったが、2011年（平成23年）には8軒（2軒の旅館と6軒の民宿）まで減少している。

## 教育

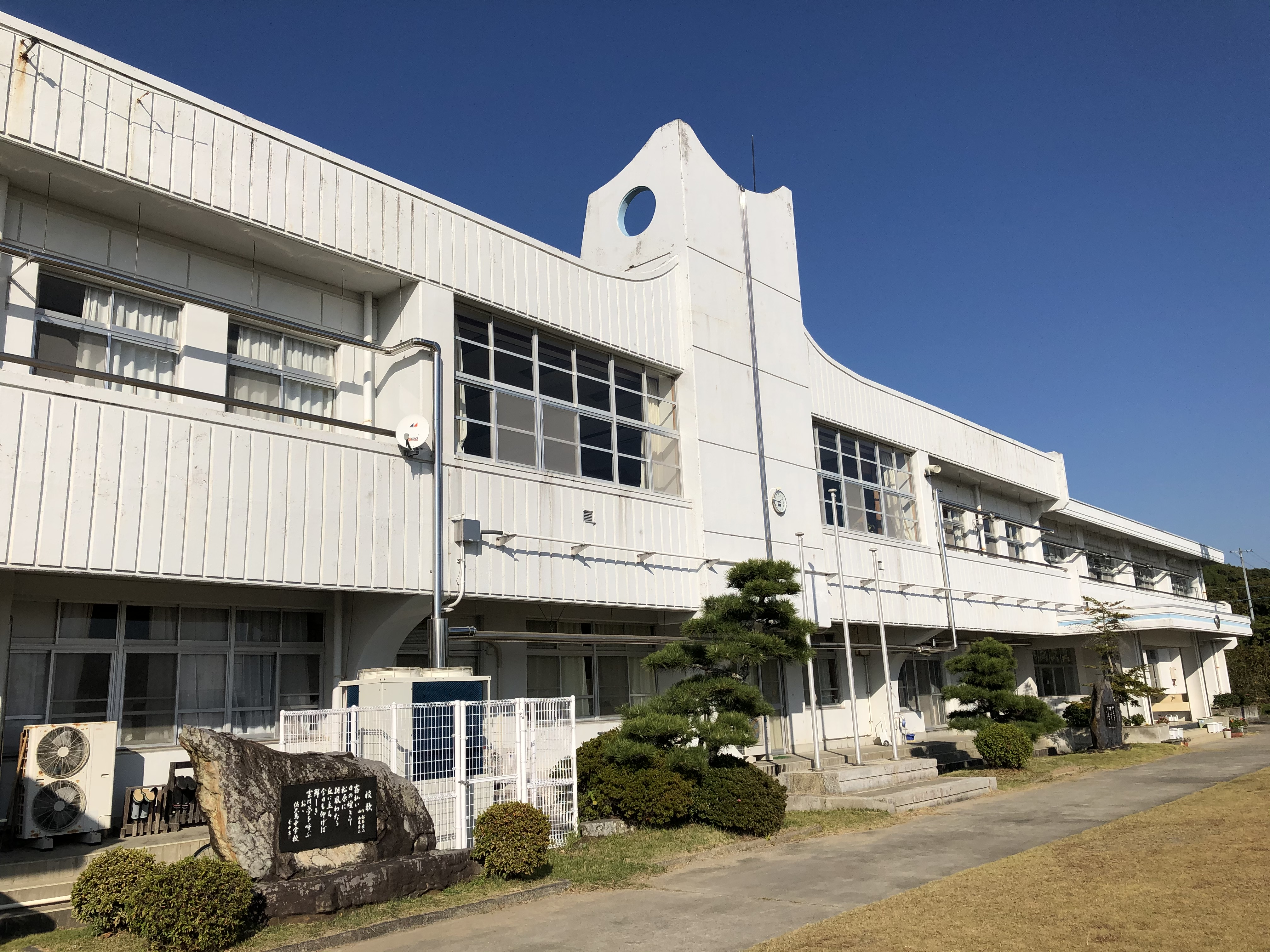
西尾市立佐久島しおさい学校

### 小中学校
江戸時代後期から明治時代初期には、崇運寺、妙海寺、阿弥陀寺で寺子屋が開かれており、1873年（明治6年）に佐久島学校が開校した。1892年（明治25年）に佐久島尋常小学校が成立し、1899年（明治32年）に佐久島尋常高等小学校と名を変えた。1926年（大正15年）には佐久島尋常小学校と改称。
1947年（昭和22年）には佐久島村立佐久小学校と改称し、同年には佐久島村立佐久島中学校が新設された。1954年（昭和29年）には一色町立佐久島小学校/一色町立佐久島中学校となり、2011年（平成23年）に西尾市立佐久島小学校/西尾市立佐久島中学校となった。1960年代の最盛期には小中学校合わせて約270人の児童生徒がいたが、2011年度の児童生徒数は小中学校合わせて24人であり、中学3年生を除いて複式学級である。小中学校は東西の集落から等距離の島中央部にある。
2003年（平成15年）からは「しおかぜ通学」制度を設け、本土から毎年数人の小中学生を佐久島小中学校に招き入れている。初年度となった2003年度は小学校に4人の児童が、中学校に1人の生徒が転入学し、小学校の児童数は9人、中学校の生徒数は8人となった。2006年度は小学校の児童14人中6人が、中学校の生徒11人中6人がしおかぜ通学者であり、2012年度は4人の児童生徒が本土から佐久島まで高速船で通学している。2012年（平成24年）時点で佐久島小学校には11人、佐久島中学校には10人の児童生徒が在籍している。2019年（平成31年）4月1日には佐久島小学校と佐久島中学校が統合され、愛知県では初となる小中一貫型義務教育学校の西尾市立佐久島しおさい学校が開校した。

### 高校の学区
愛知県では全日制高校普通科で学区制を敷いており、西尾市に属する佐久島から進学可能な高校普通科は、本来ならば三河学区所属の高校に限られるが、愛知県下全域の普通科高校に進学可能な離島特例が設けられている。1980年（昭和55年）から、三河湾内の有人離島の日間賀島には愛知県立内海高校日間賀島分校が、篠島には内海高校篠島分校がいずれもから設置されていたが、佐久島には分校が設置されたことはない。ちなみに、日間賀島分校は2001年（平成13年）に、篠島分校は2004年（平成16年）に閉校し、三河湾三島から高校はなくなった。

## 文化

### 社寺

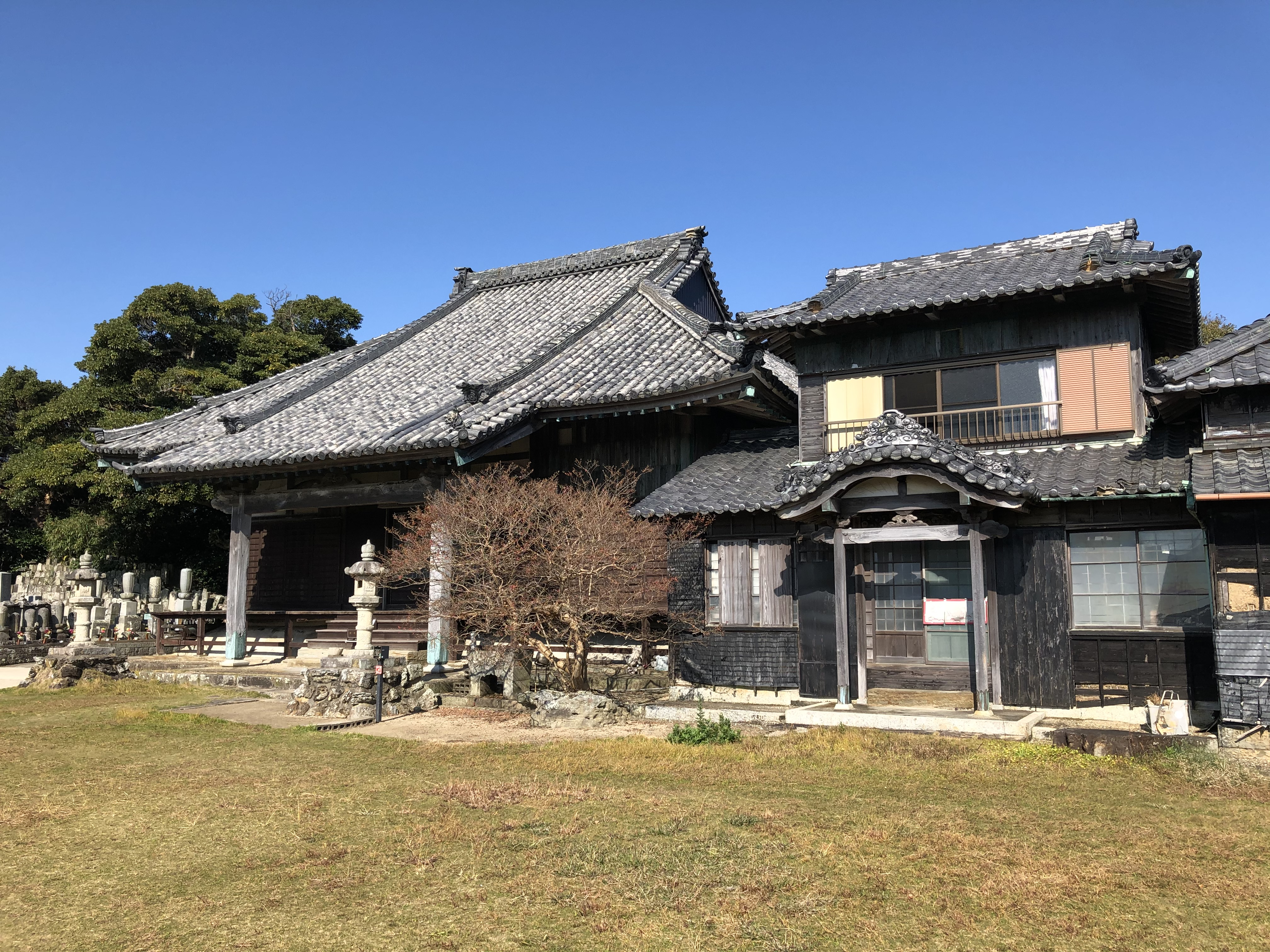
崇運寺

東部にある八劔神社・神明社は平安時代の万寿年間（1024年-1028年）の創立、江戸時代初期の再建とされ、両本殿は1964年（昭和39年）に愛知県指定文化財となった。八劔神社で行なわれる正月行事は八日講と呼ばれ、その起源は定かではないが、祭具の中には宝暦6年（1756年）の銘が入った膳もあり、江戸時代中期には既に行なわれていたようである。八日講では「鬼」の字が書かれた大凧に向かって厄男が弓矢を射り、島民は災難除けとなる凧の骨を奪い合う。
東部にある阿弥陀寺は阿弥陀如来を本尊とする浄土宗西山深草派の寺院であり、観音堂は永正2年（1505年）の開山と伝えられ、やはり1964年に愛知県指定文化財となった。
鎌倉時代初期の建久3年（1192年）には、鳥羽天皇第7皇子の覚快法親王が開基とされる崇運寺が建立され、崇運寺には徳川家康が滞在したという言い伝えがある。8月15日には崇運寺で400年の伝統を持つ盆踊りが行なわれ、盆踊り後には東西の港から茅（ちがや）で作った船に蝋燭を灯して先祖を送る精霊流しが行なわれる。
佐久島弁財天（筒島弁財天）は八百富神社（蒲郡市、竹島）や三明寺（豊川市）と合わせて三河三弁天の一つであり、巳年（本開帳）と亥年（合開帳）の8月16日のみに開帳される。

### 弘法信仰
愛知県の知多半島や三河地方は弘法大師（空海）信仰が盛んな土地であり、佐久島には四国八十八箇所霊場の写しである佐久島新四国八十八箇所（佐久島弘法巡り）がある。山間や集落の辻々に置かれた祠、寺院に置かれた大師像で88箇所の弘法霊場を形成していたが、88箇所全てが現存しているわけではない。1913年（大正2年）に観光開発的な意図を持って始まった祭祀であり、戦前には知多半島や渥美半島などから団体客が訪れ、主に一泊二日で島内の八十八箇所を巡ったが、昭和30年代前半以降は参拝目的の来島者はほとんどいないという。

### 現代アートの島

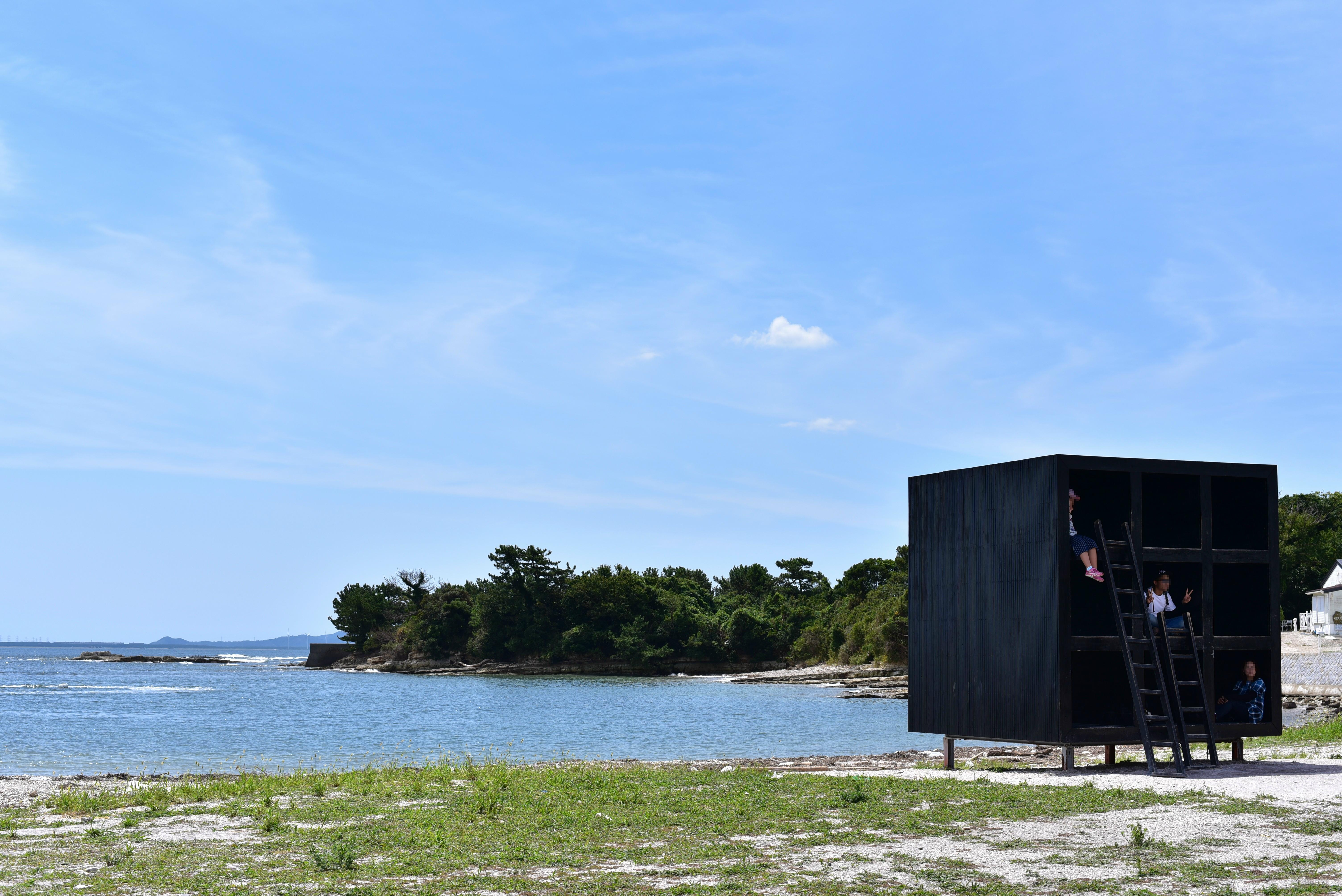
おひるねハウス

島内には22の現代アート作品が点在する。1996年以降、下記二つの現代アートのプロジェクトが行われている。
- 1996年-2000年 「弁天海港佐久島プロジェクト」
- 2001年-継続中 「三河・佐久島アートプラン21」

1996年（平成8年）には国土庁や愛知県の支援を受け、一色町が「弁天海港佐久島プロジェクト」を主催した。島の有志らが現代アートを島おこしに利用し、島民と観光客の交流人口増大を図ることを目的とし、2000年（平成12年）までに「弁天海港佐久島アートフェスティバル」が3回開催された。島の祭事とアートイベントの時期を合わせ、アートフェスティバル以外にも年間を通して展覧会やアートワークショップを行なった。1998年（平成10年）には古民家再生のシンボルとして佐久島弁天サロンが開館。1878年（明治11年）に建てられた民家を修復して交流施設にし、島おこしの拠点として歴史の展示会などの情報発信を行なっている。
「弁天海港佐久島プロジェクト」の発展版として、2001年（平成13年）には自然や伝統とアートとの出会いによって島の活性化を目指すという「三河・佐久島アートプラン21」が始まった。平田五郎は2002年（平成14年）から6年間をかけ、築100年以上の民家を芸術作品の舞台とする「大葉邸」を手掛けた。観音像や太鼓をモチーフとした作品、波打ち際にカモメが並ぶ作品、森の中に設置された彫刻作品など、島の至るところに現代アート作品が設置されている。現代アートによる島おこしの結果、民宿やカフェの経営などの観光業に従事するUターン・Iターン移住者も現れている。

### その他
俳人の種田山頭火は佐久島で2句を詠んでおり、島内に句碑が立っている。
1999年（平成11年）に中部日本放送 (CBC) で放送された『直子センセの診察日記』は、佐久島の診療所に赴任した女性医師を主人公とするドラマである。
フジテレビジョン初代社長の水野成夫は昭和初期に思想犯として佐久島に逃れてきたことがあり、辻井喬の小説『風の生涯』（2000年、新潮社）では佐久島時代の水野について書かれている。
2010年（平成22年）に公開された映画『名探偵コナン 天空の難破船』では、主要登場人物である江戸川コナンと黒羽快斗（2代目怪盗キッド）が佐久島に降り立った。

## 出身者
- 小栗重吉 - 江戸時代の船頭。太平洋を484日漂流した。
- 藤井佐次兵衛 - 漁業者・佐久島村長。
- 若二瀬唯之 - 相撲力士。元朝日山親方。
- 葉月あや - グラビアアイドル。